# Brilliant Corners

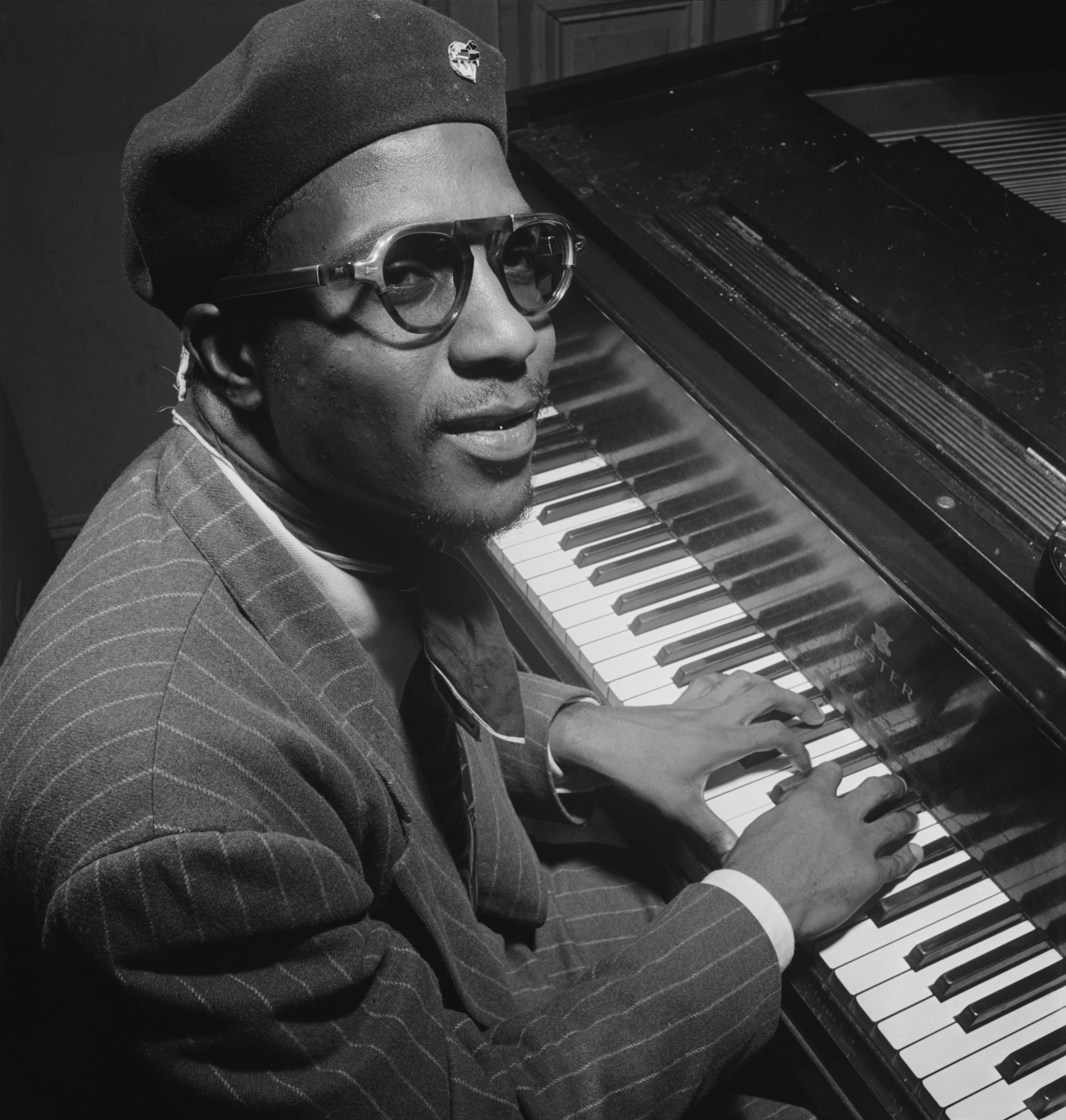
Thelonious Monk (1947)

Brilliant Corners ist ein Studioalbum des US-amerikanischen Jazz-Pianisten Thelonious Monk. Es war sein drittes Album für Riverside Records und das erste Album für dieses Label mit eigenen Kompositionen. Der komplexe Titeltrack des Albums benötigte fünfundzwanzig Takes im Studio und gilt als eine der schwierigsten Kompositionen von Thelonious Monk.

## Das Album
Das Album wurde in drei Sessions Ende 1956 mit zwei verschiedenen Quintetten aufgenommen.
Die Titel Ba-lue Bolivar Ba-lues-Are und Pannonica, bei denen Thelonious Monk Celesta spielt, wurden am 9. Oktober 1956 mit den Saxophonisten Ernie Henry und Sonny Rollins, dem Bassisten Oscar Pettiford und dem Schlagzeuger Max Roach aufgenommen. Die erstgenannte Komposition erhielt ihren Namen nach der phonetisch exakten Wiedergabe von „Blue Bolivar Blues“ in den Worten von Thelonious Monk. Der Titel bezieht sich auf das Hotel Bolívar, in dem Pannonica de Koenigswarter wohnte; Thelonious Monk hatte sie bei seiner ersten Reise nach Europa im Jahre 1954 kennengelernt.
Am 15. Oktober 1956 versuchte Monk den Titeltrack Brilliant Corners mit der gleichen Band während einer vierstündigen Session aufzunehmen. Die Komplexität und unkonventionelle Liedstruktur des Titeltracks, die von Standard-Lied- und Blues-Strukturen abweicht, wurde zu einer Herausforderung für Monks Sidemen, die fünfundzwanzig Takes aufnahmen und führte zu großen Spannungen zwischen Monk und Ernie Henry sowie Oscar Pettiford. Monk versuchte es Henry einfacher zu machen, indem er während dessen Altsaxophon-Solo nicht spielte. Während einer der Takes konnten der Produzent Orrin Keepnews und andere im Kontrollraum Oscar Pettiford nicht spielen hören und prüften sein Bassmikrofon auf eine Störung. Letztlich erkannten sie, dass Pettiford nur so tat als würde er spielen. Ohne einen vollständigen Take des Titels zur Verfügung zu haben, setzte Keepnews die Album-Version von Brilliant Corners aus mehreren verschiedenen Takes zusammen.
Am 7. Dezember 1956 wurde Bemsha Swing mit Paul Chambers am Kontrabass und Trompeter Clark Terry aufgenommen, der Ernie Henry ersetzte. Zusätzlich nahm Monk eine Solo-Piano-Version von I Surrender, Dear auf.
Der Jazz-Saxophonist Steve Lacy äußert sich 1979 wie folgt über das Album:

“They’re fiendish, those pieces, … Once you start listening to them all, one after another, they start to reveal something. There isn’t a key to understanding them but they’re not so obscure and plain weird that they can’t be understood”

„Sie sind teuflisch, diese Stücke … Sobald du anfängst, ihnen allen zuzuhören, eins nach dem anderen, beginnen sie etwas zu enthüllen. Es gibt keinen Schlüssel zu ihrem Verständnis, aber sie sind nicht so obskur und seltsam, dass sie nicht verstanden werden könnten.“

## Die Mitwirkenden
Die Musiker und ihre Instrumente
- Thelonious Monk – Piano; Celesta beim Titel Pannonica
- Ernie Henry – Altsaxophon bei den Titeln Brilliant Corners, Ba-lue Bolivar Ba-lues-are und Pannonica
- Sonny Rollins – Tenorsaxophon
- Oscar Pettiford – Kontrabass bei den Titeln Brilliant Corners, Ba-lue Bolivar Ba-lues-are and Pannonica
- Max Roach – Schlagzeug; Pauke beim Titel Bemsha Swing
- Clark Terry – Trompete beim Titel Bemsha Swing
- Paul Chambers – Kontrabass beim Titel Bemsha Swing

Der Produktionsstab
- Orrin Keepnews – Produzent
- Jack Higgins – Aufnahmetechnik
- Joe Tarantino – Mastering

## Titelliste
Bis auf die gekennzeichneten Ausnahmen stammen alle Kompositionen von Thelonious Monk.
Seite 1:
- 1. Brilliant Corners – 7:45
- 2. Ba-Lue Bolivar Ba-Lues-Are – 13:07

Seite 2:
- 3. Pannonica – 8:50
- 4. I Surrender, Dear (Harry Barris) – 5:27
- 5. Bemsha Swing (Thelonious Monk, Denzil Best) – 7:40

## Rezeption
Laut dem Fachmagazin Down Beat war Brilliant Corners das am meisten gefeierte Jazz-Album im Jahre 1957. Nat Hentoff, der Redakteur der Zeitschrift, gab ihm in seiner Rezension fünf Sterne und nannte es „Riversides wichtigste Modern Jazz LP bis zum heutigen Tag“. Jazz-Schriftsteller David H. Rosenthal nannte es später eine „klassische“ Hard Bop Session. Musikkritiker Robert Christgau sagte, dass Brilliant Corners, zusammen mit seinem 1959 erschienenen Live-Album Misterioso, Monks künstlerische Meisterwerke seien. In seiner Fünf-Sterne-Rezension des Albums schrieb Lindsay Planer für Allmusic, dass es „vielleicht als das Alpha und Omega des amerikanischen Jazz der Nachkriegszeit betrachtet werden kann. Keine ernsthafte Jazz-Sammlung sollte ohne das Album sein.“ Brian Morton und Richard Cook äußern sich 2011 wie folgt über das Album: “A staggering record, imperfect and patched together after the sessions, but one of the most vivid insights into Monk’s music.” (deutsch: „Eine erstaunliche Aufzeichnung, unvollkommen und nach den Sessions zusammengeflickt, aber einer der lebendigsten Einblicke in Monks Musik.“)
Im Jahr 2003 war Brilliant Corners eine von fünfzig Aufnahmen, die in diesem Jahr von der Library of Congress ausgewählt wurden, um ins National Recording Registry aufgenommen zu werden. Es ist auch in dem Nachschlagewerk 1001 Albums You Must Hear Before You Die zu finden. Wegen seiner historischen Bedeutung wurde das Album 1999 in die Grammy Hall of Fame aufgenommen.
Die Zeitschrift Jazzwise wählte Brilliant Corners auf Platz 6 der 100 Jazz Albums That Shook the World. In der Auswahl der 100 besten Jazz-Alben der deutschsprachigen Ausgabe des Magazins Rolling Stone belegt es Platz 16.